# Scopula sancta
Scopula sancta är en fjärilsart som beskrevs av Butler 1881. Scopula sancta ingår i släktet Scopula och familjen mätare. Inga underarter finns listade.